# Zbroja Boga
Zbroja Boga (chiń. upr. 龙兄虎弟; chiń. trad. 龍兄虎弟; pinyin Lóng Xiōng Hǔ Dì) – hongkońsko-jugosłowiański film akcji z 1986 roku w reżyserii Jackiego Chana. Premiera filmu miała miejsce 16 sierpnia 1986 roku.
W 1988 roku podczas 7. edycji Hong Kong Film Award Chia Yung Liu, Chun Yeung Yuen oraz akcja asso Jackiego Chana byli nominowani do nagrody Hong Kong Film Award w kategorii Best Action Choreography.

## Fabuła
Zbroje, które wykorzystano w bitwie stały się przedmiotem kultu, gdyż ludzie wierzyli, że zbroje mają magiczną siłę powstrzymywania zła. W ciągu wieków wiele z nich zaginęło. Do czasów współczesnych ocalała jedna sztuka. Jej części zostały porozrzucane po świecie. Zło posiadło dwie z pięciu części zbroi. Pozostały jeszcze trzy. Dwie z nich są w posiadaniu wiedeńskiego arystokraty, a trzecią (miecz) niedawno wykradł barbarzyńskiemu plemieniu Jackie.

## Obsada
Źródło: Filmweb

- John Ladalski – Lama
- Ken Boyle – Grand Wizard
- Alan Tam – Alan
- Lola Forner – May
- Božidar Smiljanić – Bannon
- Jackie Chan – Jackie 'Asian Hawk'
- Rosamund Kwan – Lorelei
- Anthony Chan – Perkusista The Losers
- Carina Lau – Piosenkarka
- Wayne Archer – Mnich

## Produkcja
Zdjęcia kręcono m.in. na terenie Chorwacji (Zagrzeb, Motovun, Samobor).